# Пес (місто)
Пес (дав.-гр. Παισός дав.-гр. Παισός, лат. Paesus) — стародавнє місто в Малій Азії, в Місії, біля входу в Геллеспонт, на південному узбережжі Пропонтиди, між містами Лампсак і Парій, в гирлі однойменної річки. Гомер у каталозі троянців в «Іліаді» згадує його як Апес (Апез, Ἀπαισός) . З Песа був троянець Амфій (Ἅμφιος, Amphius), Селагов син, убитий Аяксом Великим . Було засноване у 646 році до н.е. мілетцями. У ході Іонійського повстання Пес відпало від держави Ахеменідів і воєначальник Дарія Давріс в 500 до н.е. взяв Дардан, Абідос, Перкоту, Лампсак і Пес. На шляху від Песа до Парі Давріс отримав звістку про те, що до повстання приєдналися карійці і виступив проти Карії . Було членом Делоського союзу, згадується у списках данини в період між 453/452 та 430/429 рр. до зв. е. Страбон повідомляє, що до його часу місто було зруйноване і жителі переселилися в Лампсак, що була як і Пес колонією мілетців .
На місці Песа розташоване село Адатепе, на північний схід від міста Чардак і на схід від Гелібола, в районі Лапсекі в мулі Чанаккале в Туреччині . Річка Пес нині називається Байрам (тур. Bayram Dere) .